# Vanvikan
Vanvikan este o localitate din comuna Leksvik, provincia Nord-Trøndelag, Norvegia, cu o suprafață de 0,57 km² și o populație de 741 locuitori (2013).